# Mon, Schweiz
Mon är en ort och tidigare kommun i distriktet Albula i den schweiziska kantonen Graubünden, som från och med 2015 ingår i kommunen Albula/Alvra. Orten Mon ligger på berget Piz Curvèrs nordöstra sluttning mot Albuladalen.
Det traditionella språket är surmeirisk rätoromanska, som förr var hela befolkningens modersmål. Under 1900-talets senare del har detta språk alltmer trängts undan på bekostnad av främst tyska. Vid senaste folkräkningen hade drygt hälften av befolkningen rätoromanska som modersmål. Alla låg- och mellanstadieelever undervisas dock på rätoromanska i grannkommunen Salouf.
Kyrkan är alltjämt katolsk, och den reformerta minoriteten söker sig till kyrkan i Filisur en mil österut.